# Kurupt
Ricardo Brown (Philadelphia, 23 november 1972), beter bekend als Kurupt of Young Gotti, is een Amerikaans rapper.

## Biografie
Kurupt werd geboren in Philadelphia, Pennsylvania en verhuisde op jonge leeftijd naar Hawthorne in Californië. Daar kwam de jonge Kurupt in aanraking met de politie wegens het dealen van drugs, maar hij werd nooit veroordeeld. In het drugscircuit kwam hij in aanraking met Snoop Dogg en via Snoop Dogg kwam hij weer in aanraking met rapper en producer Dr. Dre.
Dr. Dre, die uit de net opgeheven rapgroep N.W.A kwam, besloot een platenlabel op te richten genaamd Death Row Records waar onder anderen Kurupt, Snoop Dogg en Nate Dogg zich bij aansloten.

## Rapcarrière
Als eerste was Kurupt te horen in 1992 op het album The Chronic van Dr. Dre. Daarna was hij in 1993 te horen op het album Doggystyle van Snoop Dogg.
Hij richtte de rapgroep Tha Dogg Pound op samen met Daz Dillinger, waar Snoop Dogg, Nate Dogg en Warren G later ook gedeeltelijk lid van zouden worden. In 1995 maakten ze hun eerste album, genaamd Dogg Food. In 1996 verliet Dr. Dre Death Row Records, omdat hij ruzie kreeg met zijn partner Suge Knight. Ook Kurupt en de rest van de leden van Tha Dogg Pound verlieten Death Row.
In 1998 bracht hij zijn eerste soloalbum uit genaamd Kuruption!, dat platina werd onder het label Antra Records.
Kort na Kuruption! bracht hij het album Tha Streetz Iz a Mutha uit.
In 1999 was hij te horen op het album 2001 van Dr. Dre. Nadat Kurupt een korte gevangenisstraf had uitgezeten ontmoette hij Suge Knight weer, wat resulteerde in een nieuw contract bij Death Row Records. Hiermee creëerde hij een ruzie met onder anderen Daz Dillinger en Snoop Dogg, zijn oude vrienden.

## Discografie
Albums
- 1998 - Kuruption!
- 1999 - Tha Streetz Iz a Mutha
- 2001 - Space Boogie: Smoke Oddessey
- 2005 - Against tha Grain
- 2006 - Same Day, Different Shit
- 2010 - Streetlights

- Bibsys: 11046290
- Bibliothèque nationale de France: cb14031829h (data)
- Gemeinsame Normdatei: 135219213
- International Standard Name Identifier: 0000 0003 6858 7007
- Library of Congress Control Number: no99012342
- MusicBrainz: 9034f787-3e79-44fe-89c1-8a082d556eec
- Nationale Bibliotheek van Tsjechië: xx0088604
- Nationale bibliotheek van Australië: 41791825
- Trove: 1456307
- Virtual International Authority File: 54346763